# Плућа
Плућа су примарни органи респираторног система у људи и многих других животиња, укључујући неколико риба и неке пужеве. Код сисара и већине других кичмењака, два плућна крила налазе се у близини кичменог стуба с обе стране срца. Њихова функција у респираторном систему је да издвајају кисеоник из атмосфере и преносе га у крвоток, а ослобађају угљен диоксид из крвотока у атмосферу, у процесу размене гасова. Дисање покрећу различити мишићни системи код различитих врста. Сисари, гмизавци и птице користе различите мишиће за подршку и подстицање дисања. Почетком еволуције тетрапода, ждрелни мишићи су, уз усно пумпање, стварали механизам за подстицање дотока ваздуха у плућа, који је још увијек присутан код водоземаца. Код људи, главни мишић који покреће дисање је дијафрагма. Плућа такође пружају проток зрака, који омогућава вокалне звукове, укључујући људски говор.
Људи имају два плућна крила, десно и лево. and in women of 100—590 g (0,22—1,30 lb). Смештена су унутар грудне шупљине грудног коша. Десно плућно крило је веће од левог, које у грудима дели простор са срцем. Плућа заједно теже приближно 1,3 kg, а десно је теже. Плућа су део доњег респираторног тракта који почиње на душнику и грана се у бронхије и бронхиоле, а који примају ваздух удисањем кроз проводну зону. Проводна зона завршава на терминалним бронхиолама. Оне се деле на  респираторне бронхиоле респираторне зоне, које се деле на алвеолске каналиће који стварају алвеолне кесице које садрже  алвеоле, где се одвија размена плинова. Алвеоле су такође ретко присутне на зидовима респираторних бронхиола и алвеолских канала. Заједно, плућа садрже приближно 2.400 km дисајних путева и 300 до 500 милиона алвеола. Сва плућа су затворена унутар плеурске врећице која садржи плеурску течност, да омогући да унутрашњи и спољни зидови клизе једно преко другог док траје дисање, без већег трења. Ова врећица такође дели свако плуће на делове који се називају режњеви. Десно плуће има три режња, а лево два. Режњеви су даље подељени на бронхоплућне сегменте и плућне режњиће (лобуле). Плућа имају јединствену опскрбу крвљу, која прима деоксигенирану крв из срца у плућну циркулацију у циљу примања кисеоника и ослобађања угљен диоксида, те одвојену опскрбу кисеоником крви у плућном ткиву, у бронхијској циркулацији.   
На плућно ткиво може утицати низ респираторних болести, укључујући такве као што су у распону упала плућа и рак плућа. Хронична опструктивна плућна болест укључује хронични бронхитис и емфизем, а могу се повезати са пушењем или изложеношћу штетним супстанцама . Низ професионалних болести плућа могу изазвати супстанце као што су угљена прашина, азбестна влакна и кристали линија силицијум диоксидна прашина. Болести попут бронхитиса могу такође утицати на респираторни тракт. Медицински изрази повезани с плућима често почињу са пулмо-, од лат. pulmonarius (плућа) као у пулмонологија, или са пнеумо- (из  грчки πνεύμων – pneuman = плућа) као у упала плућа.
У ембрионалном развоју, плућа се почињу развијати као евагинације (избочења) предњег црева, цеви која наставља да чини горњи део дигестивног тракта. Када се формирају плућа, фетус је у амнионској врећицинапуњеној течношћу па тако не обављају функцију дисања. Крв се такође преусмерава из плућа кроз ductus arteriosus. Рођењем међутим, ваздух почиње да пролази кроз плућа, а диверзијски канал се затвара, тако да плућа могу почети да се одмарају. Плућа се у потпуности развијају тек у раном детињству.

## Анатомија
Лево плућно крило дели простор са срцем и на рубу има удубљење названо срчани зарез левог плућног крила зарад међусобног прилагођавања. Предња и спољна страна плућа окренуте су према ребрима која на њиховим површинама чине лагана удубљења. Медијалне површине плућа окренуте су према центру грудног коша и леже уз срце, велике крвне судове и раскршће душника, где се душник дели на две главне бронхије.
Врх плућа протеже се у корену врата, досежући мало изнад нивоа краја  грудне кости и првог ребра. Плућа се протежу од близу  кичме у грудном кошу до предњег дела грудног коша и према доле од доњег дела душника до дијафрагме. Срчани отисак је удубљење настало на површинама плућа где се ослањају на срце.
Оба плућна крила имају централну рецесију која се назива хилум на корену плућа, где крвни судови дисајни путеви прелазе у плућа. На хилуму постоје и бронхопулмони лимфни чворови.
Плућа су окружена плућним плеурама. Плеуре су две серозне опне; спољна паријетална плеура поставља унутрашњи зид ребара, а унутрашња утробна плеура директно поставља површину плућа. Између плеура налази се потенцијални простор назван плеурна шупљина која садржи танак слој мазива званог плеурска течност.

### Режњеви и сегменти
| Десно крило | Лево крило |
| --- | --- |
| Горњи - Апикални - Предњи - Стражњи Средњи - Медјиални - Бочни Доњи - Апикални - Предњи базни - Стражњи базни - Медијални базни - Бочни базни | Горњи - Предњи - Апикални - Стражњи Доњи - Апикални - Предњи базни - Стражњи базни - Медијални базни - Бочни базни Лингула - Горњи - Стражњи |

Свако плуће/крило је подељено на режњеве помоћу плетива у облику пукотина. Пукотине су двоструки набори плеуре који пресецају плућа и помажу у њиховом ширењу.
Главне или примарне бронхије улазе у плућа на хилуму и у почетку се гранају у секундарне бронхије такође познате као режањске бронхије, које доводе ваздух у сваки режањ плућа. Режањске бронхије гранају се у  терцијарне бронхије познате и као сегментне бронхије и доводе ваздух у даље делове режња познатог као бронхоплућни сегмент. Сваки бронхоплућни сегмент има своју сопствену (сегментну) бронхију и опскрбну артерију. Сегменти левог и десног плућног крила приказани су у табели. Сегментна анатомија је клинички корисна за локализацију процеса болести плућа. Сегмент је дискретна јединица која се може хируршки уклонити. без озбиљног утицаја на околно ткиво.
Плућа су паран орган за дисање. Права плућа се појављују готово код свих копнених кичмењака. Најједноставнија плућа су код водоземаца. Њихова плућа су у облику вреће и слабо диференцирана. Код гмизаваца срећу се више диференцирана плућа. Код птица су плућа доста мања, али и због додатних зрачних кеса, знатно сложеније грађена. Плућа кичмењака су слична оним код гмизаваца. Код човјека се састоје из левог и десног плућног крила, који је на левој страни подељен у два, а на десној у три режња. Плућа немају никакву мускулатуру. Ваздух се усисава помоћу активности мишића грудног коша и дијафрагме.

## Плућа кичмењака
Оба плућна крила кичмењака су смештена у грудном кошу (Thorax). Мање или више дубоки резови деле плућа на плућне режњеве. Површина плућа је прекривена глатком опном тзв. плућна марамица. Између две плућне марамице, од којих је једна срасла с плућима а друга са зидом грудног коша, налази се међупростор, који је пресудан у акту дисања, јер узрокује разлику у притисцима. При повреди плућа, може доћи до пробијања плућне марамице, разлика у притисцима нестаје и плућа престају са радом. 

### Грађа људских плућа
Људска плућа се састоје од десног плућа, десно плућно крило, и левог плућа, лево плућно крило. Оба плућна крила су подељена на више делова помоћу плућних режњева. Десно плућно крило је тако подељено на три дела, а лево на два. Лево плућно крило је нешто мање од десног јер нешто простора заузима и срце.

### Анатомија плућа човека
Плућа се налазе унутар прсне шупљине заузимајући њен највећи део, заштићена ребрима. Састоје се од левог (лат. plumo sinister) и десног (лат. plumo dexter) плућног крила. Лево плућно крило има два, а десно три режња који се даље деле у режњиће (лат. lobulus), споља су обавијени опном која се назива плеура (поребрица). Унутрашњи део те опне који прекрива плућна крила зове се висцерална плеура (поплућница), а спољни део који облаже зид прсног коша (ребра) паријетална плеура (зидна поребрица). Плућа су доњим делом наслоњена на ошит, мишићну преграду која се налази између прсне и трбушне шупљине.
Душнице (lat. bronchus) настају на доњем крају душника који се дели на леви главни бронх који води у лево плућно крило и десни главни бронх који води у десно плућно крило. Сваки главни бронх улази у плућно крило, где се даље грана у лобарне бронхе (бронхи 2. реда). Главни леви бронх се дели у два лобарна бронха, а десни главни бронх у три лобарна бронха, сваки за један режањ. Даље се сваки лобарни бронх унутар свог режња се дијели у сегменталне бронхе (бронхи 2. режња), који се даље дијеле у бронхе 3. реда, од којих настају бронхиоле (лат. брончиоли), те даље терминалне бронхиоле (лат. bronchiole termianles). Бронхи се разликују од бронхиола по томе што бронхиоле не садрже хрскавица и жлезда у својим зидовима. Даљњим гранањем бронхиола долази се до дукталних водова (лат. ductuli alveolares) чији зидови се састоје од алвеола. 
Основна грађевна јединица плућа је ацинус, у који улази по један терминални бронхиол који се даље грана у мање сегменте који садрже алвеоле у којима се одвија размена гасова. Сваки плућни режњић (лат. lobulus) састоји се од 15-ак ацинуса.

### Хистологија
Душнице, бронхи и бронхиоли, изнутра су обложеним цилиндричним епителом који садрже трепетљике и врчастим ћелијама које излучују секрет. У већим бронхима цилиндрични је вишередан, те се поступно смањује до једнослојног цилиндричног, и на крају постаје једноредан кубичан епител, а смањује се и број врчастих ћелија. Трепетљике епитела у дишним путевима својим кретањем делују тако да помичу секрет врчастих ћелија према горе до гркљана где га особа прогута или искашље. Зид у алвеоларним водовима и алвеолама је грађен од плочастих ћелија (пнеумоцита тип 1 и тип 2) кроз које се одвија размена гасова. Уз саме алвеоле налазе се и капиларе плућног крвотока у које доводе угљен диоксид који се отпушта и преузимају и одводе кисеоник осталим органима.
Зид бронха садржи и глатке мишићне ћелије и еластичне нити. Мишићне ћелије својом контракцијом мењају пречник бронха, те тако утичу на проток ваздуха приликом фаза дисања. Бронхи садрже и хрскавицу која као прстен обавија бронх, док је бронхиоли не садрже.